# Hans Ehard
Johann Georg Ehard (Bamberga, 10 novembre 1887 – Monaco di Baviera, 18 ottobre 1980) è stato un politico tedesco Presidente della Baviera per due volte.

## Vita e carriera
Dopo aver studiato giurisprudenza, lavorò per la giustizia militare bavarese durante la prima guerra mondiale. Dopo la guerra, si iscrisse al Partito Popolare Bavarese, parte dello schieramento conservatore, cattolico e monarchico. Nel 1919, venne assunto al ministero della giustizia bavarese. Durante il processo contro Adolf Hitler dopo il suo fallito golpe, Ehard era responsabile per l'indagine e assistente del procuratore dello stato. Dopo la Presa del potere da parte nazista, Ehard si dimise dal ministero. Ma non finì la sua carriera, anzi divenne giudice presso la Corte d'Appello di Monaco. Successivamente ricoprì un incarico in cui controllava la lealtà di medici all'ideologia nazista.

### Carriera politica
Dopo la seconda guerra mondiale, entrò nella CSU. Fu ministro della giustizia nel governo Schäffer, e in seguito fu sottosegretario nel governo di Hoegner (SPD), entrambi nominati dall'amministrazione militare statunitense. Dopo le elezioni del 1946, la CSU ricevette la maggioranza assoluta, ma a causa delle divisioni interne del partito, venne formata una coalizione con SPD e un partito populista, il Wirtschaftliche Aufbau-Vereinigung, WAV. Il presidente della CSU, Josef Müller, non era ben accetto da tutte le correnti, perciò il Landtag elesse Erhard alla presidenza del Land. Durante la sua presidenza, in Baviera avvenne la conferenza di Herrenchiemsee, dove venne redatta la bozza per la futura costituzione tedesca, il Grundgesetz, da sottoporre al Consiglio Parlamentare. Ehard fu fautore di un federalismo forte per il nuovo stato tedesco. Dopo che il Landtag bavarese si era rifiutato di ratificare la nuova Costituzione, Erhard dovette minacciare le sue dimissioni per far accettare alla CSU la nuova costituzione. Rimase presidente fino alle elezioni del 1954, quando per l'ultima volta l'SPD riuscì a formare un governo e venne rieletto presidente Wilhelm Hoegner. Nel 1957 Hanns Seidel riuscì a riportare la CSU al governo, ma si dimise da presidente della Baviera nel 1960 per motivi di salute. Dal 1960 al 1962 venne dunque rieletto Ehard.